# Вышедкевич, Сергей Иосифович
Серге́й Ио́сифович Вышедке́вич (род. 3 января 1975, Дедовск, Московская область) — российский хоккеист, защитник. Директор спортивной школы «Белые медведи».

## Биография
Хоккеем начал заниматься в школе московского «Динамо». Первый матч провел 15 апреля 1994 года в Кубке МХЛ-94. На драфте НХЛ 1995 года был выбран в 3-м раунде под общим 70-м номером клубом «Нью-Джерси Девилз». В сезонах 1996/97 — 1998/99 играл в АХЛ за фарм-клуб «Олбани Ривер Рэтс», затем на драфте расширения был обменян в «Атланту Трэшерз», в дебютном сезоне сыграл 69 матчей за фарм-клуб «Орландо Солар Бирс». 9 февраля 2001 года был обменян в «Анахайм Майти Дакс» на Ладислава Кона. Летом 2001 года подписал двухлетний контракт с московским «Динамо». Играл до сезона 2009/10, по окончании которого перешёл в нижегородское «Торпедо», где был капитаном команды.
Провел в составе московского Динамо 642 игры, что является абсолютным рекордом выступлений за всю историю клуба.

## Достижения
- Победитель Межнациональной хоккейной лиги 1995 года
- Серебряный призёр молодёжного чемпионата мира 1995 года
- Серебряный призёр чемпионата мира 2002 года
- Бронзовый призёр чемпионата мира 2005 года
- Победитель чемпионата России 2005 года
- Обладатель Кубка европейских чемпионов (2006)

## Статистика
| Легенда | Легенда                    | Легенда | Легенда                   | Легенда | Легенда    |
| ------- | -------------------------- | ------- | ------------------------- | ------- | ---------- |
| И       | Количество проведённых игр | Штр     | Штрафное время            | +/−     | Плюс-минус |
| Г       | Голы                       | П       | Голевые передачи          | О       | Очки       |
| -       | Статистика неизвестна      | —       | Статистика не учитывалась |         |            |